# Sacrificio de mujer
Sacrificio de mujer est une telenovela américano-vénézuélienne diffusée entre le 18 avril 2011 et le 7 juillet 2011 sur Venevisión et Univision. Elle a été filmée à Miami, Floride (États-Unis).
La telenovela a été diffusée sur Gabon Télévision en 2015.

## Synopsis
Il y a plusieurs années, Clémencia est tombée follement amoureuse de Luis Francisco. Grâce à un récent héritage de son père, Luis décide de partir tenter sa chance en Italie. Il souhaite faire fortune dans les affaires mais échoue.
De son côté, Clémencia découvre qu’elle est enceinte et pense pouvoir trouver du réconfort auprès de Doña Amada Vilarte, la mère de Luis. Mais au contraire, celle-ci fait de la vie de Clémencia un véritable enfer.
Rejetée, désespérée, Clémencia accouche éperdue dans la rue, perd connaissance et se réveille à l’hôpital.
Elle découvre alors que son bébé a disparu.
Dès lors, elle n’aura de cesse de le chercher, encore et encore. Par ailleurs, elle tombe amoureuse de son médecin, le docteur Talamonti, avec qui elle ne tarde pas à se marier.
Le temps passe, et un jour, une jeune femme orpheline se présente au bureau de Clémencia pour obtenir un emploi...

## Distribution
- Marjorie de Sousa : Clemencia Astudillo
- Juan Alfonso Baptista : Luis Francisco Vilarte
- Mariana Torres : Annabella Esposito
- Pablo Azar : Enzo Talamonti
- Géraldine Bazán : Victoria "Vicky" Lombardo
- Luis Jose Santander : Dr Augusto Talamonti
- Flor Núñez : Amada Vilarte
- Fernando Carrera : Giovanni Vilarte
- Liliana Rodríguez : Alberta
- Taniusha Mollet : Gina (Georgina) Talamonti / Marifé Talamonti
- Jessica Cerezo : Belinda
- Jorge Consejo : Juan Pablo Azcarate
- Eduardo Ibarrola : Vilachá
- Anna Sobero : Eulalia
- Paola Pedroza : Luisita
- Christian Carabías : German
- Paloma Márquez : Mitzy
- Adrian Mas : Benito Valdés
- Pedro Moreno : Braulio Valdes
- Carmen Deysi : Mayré
- Norma Zuñiga : Tomassa
- Lyduan Gonzalez : Willy
- Ramón Morell : Baltasar
- Ximena Duque : Maria Gracia
- Sonia Nohemi : Mère Pilar
- Arnaldo Pipke : Leoncio
- José Guillermo Cortines : Marcos Castillo
- Xavier Coronel : Artemio Anzola
- Victoria del Rosal : Stefany
- Mary Kler Mata : Vitelva
- Beatriz Arroyo : Olga Valdés
- Nélida Ponce :  Luisa
- Reynaldo Cruz :  Salvador del Risco
- Bettina Grand : Selma Lombardo

## Diffusion internationale
- États-Unis : Univision
- Chili : TVN
- Venezuela : Venevisión
- Gabon :  RTG 1